# Francisco Cañadas Gozalbo
Francisco Cañadas Gozalbo (Barcelona, 17 de mayo de 1889-íd., diciembre de 1948), fue un periodista, poeta, traductor y político español. Anarquista en su juventud, evolucionó hacia la corriente más obrerista de Esquerra Republicana de Catalunya. Fue represaliado al término de la guerra civil española. 

## Biografía
Hijo de Francisco Cañadas Casas, natural de Almería, y de Dionisia Gozalbo y Sarrió, natural de Castellón de la Plana.
Militante anarquista en sus orígenes y afiliado a la CNT. Colaboró en el semanario socialista Justicia Social a partir de 1924, y en La Campana de Gracia y La Humanitat. Dirigió Ilustración Ibérica (1925). 
En octubre de 1933 ingresa en Esquerra Republicana de Catalunya, después del segundo congreso de la formación, convirtiéndose en uno de los más notables representantes de la corriente obrerista. Participa en el consejo de redacción del semanario Mall y en la revista mensual Guerra en la guerra.
Fue secretario general de la Consejería de Trabajo de la Generalidad (1933-34). En 1935 se hizo cargo de la dirección del Diario de Comercio. Fue encarcelado por la dictadura franquista entre 1939 y 1946.

## Obra literaria
Publicó varios libros de poemas: El camino invisible (1928), El azar y el ritmo (1934) y Analecta (1937). Tradujo varias obras de Gorki y Dostoievski al español para la editorial barcelonesa Maucci.
Fue también responsable de un importante esfuerzo de síntesis de la economía marxista con sus obras divulgativas escritas en 1931 y con la traducción de varias obras de Emile Durkheim.